# Ernst Joll
Ernst-Aleksandr Joll (Tallinn, 16 settembre 1902 – Tallinn, 3 aprile 1935) è stato un calciatore estone, di ruolo attaccante.

## Carriera

### Club
Ha sempre giocato nel campionato estone.

### Nazionale
Con la Nazionale ha partecipato alle Olimpiadi nel 1924.